# カルロ・ベルガミーニ級フリゲート (2代)
ベルガミーニ級フリゲート（イタリア語: Fregate Classe Bergamini）は、イタリア海軍が運用するフリゲートの艦級。フランス・イタリア共同で進められてきた多任務フリゲート（FREMM）計画に基づいて、イタリア海軍向けとして設計・建造されたものである。またアメリカ海軍のコンステレーション級のベースともなった。

## 設計
本級は、レーダー・光波・音波などあらゆる領域についてシグネチャーの低減を企図したステルス艦として設計されている。レーダー断面積（RCS）低減のため船体外壁には傾斜が付されており、レーダー波反射源となる搭載艇などは船体内に収容するか、開閉式のシャッターによって覆われている。本艦の船体にはウェーブ・ピアシング・バウという波に乗って衝撃を緩衝する従来のバルバス・バウではなく、カッターバウを組み合わせたような形状の艦首を搭載している。
また主機関をCODLAG方式としたことも、水中放射雑音の低減によるステルス性の向上に役だっている。本級では、巡航時にはディーゼル・エレクトリック方式による電気推進で、高速時にはさらにフィアット-ゼネラル・エレクトリックLM2500+G4ガスタービンエンジンによる機械駆動も併用して推進器を駆動する方式とされている。これによって、特に巡航域での燃費は非常に改善されており、12〜14ノットでの航行時にはディーゼル発電機2〜3基を作動させれば航行に必要な電力を供給できることもあって、ガスタービンを使って同速度で航行した場合と比べて、電気推進であれば約30〜40％の燃料費節になるとされている。

## 装備

### C4ISR
メインセンサーとなるのはCバンドの回転型多機能レーダーであるMM/SPY-790（EMPAR）で、これは艦橋構造物上方に設置されている。なおアンテナ部は、従来はパッシブ・フェーズドアレイ（PESA）式とされていたが、本級向けのものはアクティブ・フェーズドアレイ（AESA）式に改正されたともされている。また対水上捜索用としてMM/SPS-791（RASS）も併載されるほか、電子攻撃を受けている場合や電波管制（EMCON）状況を想定した電子光学センサーとして、SASS赤外線捜索追尾システムも装備されている。
水測機器としては、5キロヘルツ級の低周波ソナーであるTMS-4110CLをバウ・ソナーとして装備するほか、艦尾からは曳航式のUMS-4229 CAPTASを展開できる。

### 武器システム
対潜型・汎用型ともに、艦橋構造物直前の前甲板にアスター15個艦防空ミサイルおよびアスター30艦隊防空ミサイルのためのシルヴァーA50 VLS 2基（計16セル）を装備している。これらはEMPAR多機能レーダーによって誘導を受けている。
また近距離での戦闘に対処するため、対空・対水上用としてはエリコンKBA 25mm機銃をオート・メラーラ社の単装マウントに配して前檣両脇の上部構造上に1基ずつ、また対潜用としてはMU90短魚雷用の連装魚雷発射管を上部構造物中部両舷のシャッター内に配している。
その他のミサイル兵器および砲熕兵器については、対潜型と汎用型では差異が生じている。

#### 対潜型

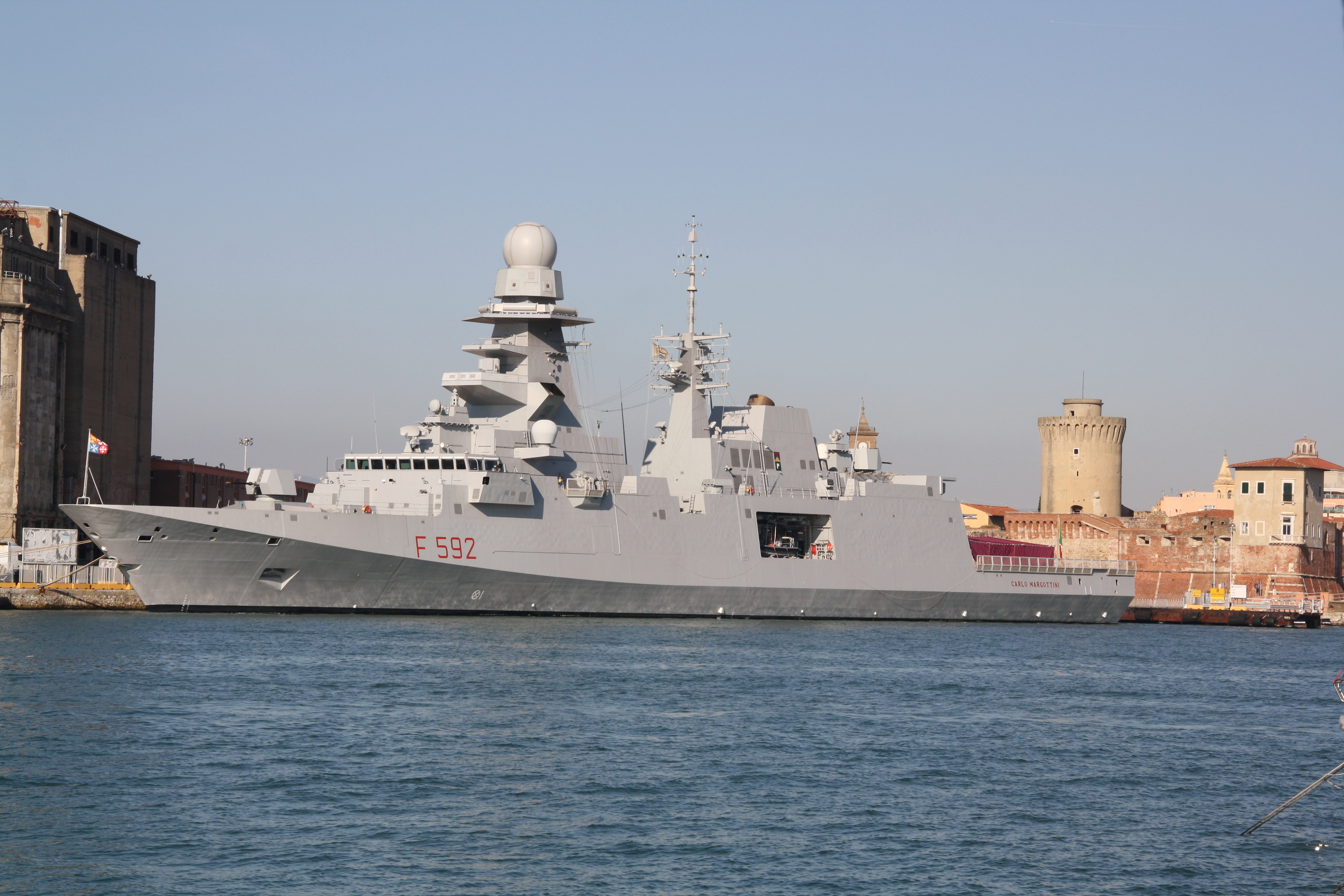
対潜型の「カルロ・マルゴッティーニ」艦首主砲は76mm砲

艦砲としては、オート・メラーラ社製62口径76mm単装速射砲（76mmスーパー・ラピッド砲）を採用しており、艦首甲板と上部構造物後端（ハンガー上）に1基ずつの計2基を搭載している。これらは、同社が開発した対空誘導砲弾であるDARTに対応している。砲射撃指揮装置としてはRTN-30X（MM/SPG-76）火器管制レーダーを用いたNA-25XPが採用されている。
また、艦対艦ミサイルとしてテセオMk.2を連装発射機2基に収容して搭載するほか、その対潜ミサイル版であるミラスも同数搭載されている。

#### 汎用型

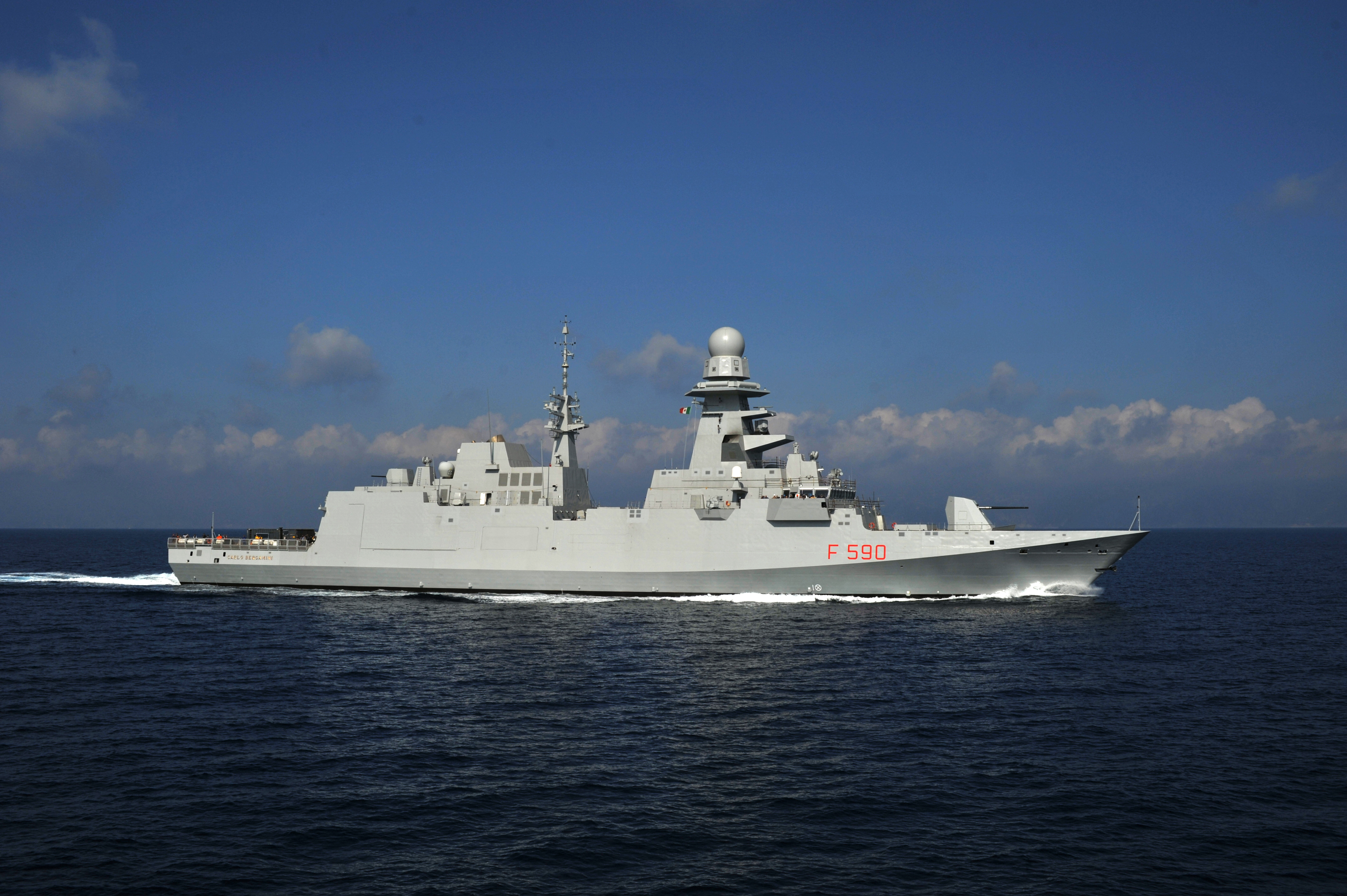
汎用型の「ルイージ・リッツォ」艦首主砲は127mm砲

基本的な配置は対潜型と同様だが、艦首の76mm単装速射砲にかえて、64口径127mm単装速射砲が搭載される。これは、やはり同社が開発した対地攻撃用のGPS誘導砲弾であるヴルカーノの運用に対応する。
またミラス対潜ミサイルは搭載されず、かわりにテセオMk.2の搭載数が倍増し連装発射機4基となっている。

## 諸元表
|                   |                   | 汎用型                                          | 対潜型                                        |
| ----------------- | ----------------- | ----------------------------------------------- | --------------------------------------------- |
| 船体              | 満載排水量        | 5,950 t                                         | 5,950 t                                       |
| 船体              | 全長              | 142.0 m                                         | 142.0 m                                       |
| 船体              | 全幅              | 19.4 m                                          | 19.4 m                                        |
| 船体              | 喫水              | 5.0m                                            | 5.0m                                          |
| 機関              | 方式              | CODLAG                                          | CODLAG                                        |
| 機関              | 出力              | ディーゼル発電機（2,820 bhp）×4基               | ディーゼル発電機（2,820 bhp）×4基             |
| 機関              | 出力              | 電動機（3,000 bhp）×2基                         |                                               |
| 機関              | 出力              | LM2500+G4ガスタービンエンジン（43,500 shp）×1基 |                                               |
| 機関              | 推進              | スクリュープロペラ×2軸                          | スクリュープロペラ×2軸                        |
| 機関              | 速力              | 最大27 kt                                       | 最大27 kt                                     |
| 兵装              | 砲熕              | 64口径127mm単装砲×1基（前部）                   | 62口径76mm単装砲×1基（前部）                  |
| 兵装              | 砲熕              | 62口径76mm単装砲x1基（後部）                    |                                               |
| 兵装              | 砲熕              | 80口径25mm単装機銃×2基                          |                                               |
| 兵装              | ミサイル          | シルヴァーA50 VLS 8セル×2基 （アスター15/30）   | シルヴァーA50 VLS 8セル×2基 （アスター15/30） |
| 兵装              | ミサイル          | テセオ 連装発射筒×4基                           | ミラス 連装発射機×2基                         |
| 兵装              | ミサイル          | テセオ 連装発射筒×4基                           | テセオ 連装発射筒×2基                         |
| 兵装              | 水雷              | 324mm連装魚雷発射管×2基 (MU90短魚雷用)          | 324mm連装魚雷発射管×2基 (MU90短魚雷用)        |
| レーダー          | レーダー          | MM/SPY-790 多機能型×1基                         | MM/SPY-790 多機能型×1基                       |
| レーダー          | レーダー          | MM/SPS-791 対水上捜索型×1基                     |                                               |
| レーダー          | レーダー          | MM/SPG-76 砲射撃指揮用×2基                      |                                               |
| レーダー          | レーダー          | MM/SPS-753 航海用×2基                           |                                               |
| ソナー            | ソナー            | TMS-4110CL 艦首装備式×1基                       | TMS-4110CL 艦首装備式×1基                     |
| ソナー            | ソナー            | UMS-4229 曳航式×1基                             |                                               |
| 電子戦・ 対抗手段 | 電子戦・ 対抗手段 | 電波探知妨害装置                                | 電波探知妨害装置                              |
| 電子戦・ 対抗手段 | 電子戦・ 対抗手段 | SCLAR-H 20連装デコイ発射機×2基                  |                                               |
| 電子戦・ 対抗手段 | 電子戦・ 対抗手段 | SLAT 対魚雷システム                             |                                               |
| 艦載機            | 艦載機            | NFH90哨戒ヘリコプター×1機                       | NFH90哨戒ヘリコプター×1機                     |

| ·        | Template‐ノート:同規模フリゲートに、このページに関する疑問があります。（2025年3月） 疑問の要約：テンプレート名と選択基準の妥当性 |                            |                            |                             |                            |                                            |                                         |                             |
|          | | もがみ型                   | 新型FFM                    | 054A型                      | 054B型                     | C・ベルガミーニ級                          | A・ゴルシコフ級                         | 31型                        |
| 船体     | 満載排水量 | 5,500 t                    | 6,200 t                    | 4,050 t                     | 6,000 t                    | 5,950 t                                    | 5,400 t                                 | 5,700 t                     |
| 船体     | 全長 | 133.0 m                    | 142.0 m                    | 134.0 m                     | 150.0 m                    | 142.0 m                                    | 135.0 m                                 | 138.7m                      |
| 船体     | 全幅 | 16.3 m                     | 17.4 m                     | 15.0 m                      | 18.0 m                     | 19.4 m                                     | 16.0 m                                  | 未公表                      |
| 主機     | 方式 | CODAG                      | CODAG                      | CODAD                       | CODAD                      | CODLAG                                     | CODAG                                   | CODAD                       |
| 主機     | 出力 | 70,000 ps                  | 不明                       | 28,200 ps                   | 未公表                     | 43,500 shp                                 | 55,000 ps                               | 未公表                      |
| 主機     | 速力 | 30 kt                      | 30 kt                      | 27 kt                       | 未公表                     | 27 kt                                      | 29-30 kt                                | 28 kt                       |
| 兵装     | 砲熕 | 62口径5インチ単装砲×1基    | 62口径5インチ単装砲×1基    | 60口径76mm単装砲×1基        | 100mm単装砲×1基            | 64口径127mm単装砲×1基                      | 70口径130mm単装砲×1基                   | 70口径57mm単装砲×1基        |
| 兵装     | 砲熕 | 62口径5インチ単装砲×1基    | 62口径5インチ単装砲×1基    | 60口径76mm単装砲×1基        | 100mm単装砲×1基            | 62口径76mm単装砲×1基                       | 70口径130mm単装砲×1基                   | 70口径40mm機関砲×1基        |
| 兵装     | 砲熕 | 機関銃架×2基               | 不明                       | 1130型CIWS×2基              | 1130型CIWS×1基             | 80口径25mm単装機銃×2基                     | パラシ CIWS×2基                         | 7.62mm機関銃×8挺            |
| 兵装     | ミサイル | Mk.41 VLS×16セル （07式）  | Mk.41 VLS×32セル           | VLS×32セル （HQ-16 / CY-3） | VLS×32セル （HQ-16FE）     | シルヴァーA50 VLS×16セル （アスター15/30） | 3K96 VLS×32セル （9M96E2-1/E、9M110）   | VLS×24セル （シーセプター） |
| 兵装     | ミサイル | SeaRAM 11連装発射機×1基    | SeaRAM 11連装発射機×1基    | VLS×32セル （HQ-16 / CY-3） | HHQ-10 24連装発射機×1基    | シルヴァーA50 VLS×16セル （アスター15/30） | 3K96 VLS×32セル （9M96E2-1/E、9M110）   | VLS×24セル （シーセプター） |
| 兵装     | ミサイル | 17式 4連装発射筒×2基       | 17式 4連装発射筒×2基       | YJ-83 4連装発射筒×2基       | YJ-83 4連装発射筒×2基      | テセオ 4連装発射筒×4基                     | UKSK VLS×16セル （P-800、カリブルNK）   | Mk.41 VLS （SLCM・SSM）     |
| 兵装     | 水雷 | 324mm3連装短魚雷発射管×2基 | 324mm3連装短魚雷発射管×2基 | 324mm3連装短魚雷発射管×2基  | 324mm3連装短魚雷発射管×2基 | 324mm3連装短魚雷発射管×2基                 | 4連装短魚雷発射管×2基                   | ―                           |
| 艦載機   | 艦載機 | SH-60K×1機                 | SH-60K×1機                 | Z-9C / Ka-28×1機            | Z-20×1機                   | NFH90×1機                                  | Ka-27×1機                               | AW159 / AW101×1機           |
| 同型艦数 | 同型艦数 | 6隻/12隻予定 （4隻艤装中） | 12隻予定                   | 40隻/50隻予定 （6隻艤装中） | 2隻/20隻予定               | 12隻予定 （2隻艤装中）                     | 2隻 / 15隻予定 （1隻艤装中、5隻建造中） | 10隻予定 （4隻建造中）      |

## 同型艦一覧
全艦がフィンカンティエリのリヴァ・トリゴソ造船所で建造。
| 運用国       | 設計                | #        | 艦名                                               | 起工            | 進水            | 就役            |
| ------------ | ------------------- | -------- | -------------------------------------------------- | --------------- | --------------- | --------------- |
| イタリア海軍 | 汎用                | F 590    | カルロ・ベルガミーニ ITS Carlo Bergamini           | 2008年 2月4日   | 2011年 7月16日  | 2013年 5月29日  |
| イタリア海軍 | 汎用                | F 595    | ルイージ・リッツォ ITS Luigi Rizzo                 | 2013年 3月5日   | 2015年 12月19日 | 2017年 4月20日  |
| イタリア海軍 | 汎用                | F 596    | フェデリコ・マルティネンゴ ITS Federico Martinengo | 2014年 6月5日   | 2017年 3月4日   | 2018年 4月24日  |
| イタリア海軍 | 汎用                | F 597    | アントニオ・マルチェリア ITS Antonio Marceglia     | 2015年 2月25日  | 2018年 2月3日   | 2019年 4月16日  |
| イタリア海軍 | 汎用 (対潜能力向上) | F 598    | スパルタカス・シェルガット ITS Spartaco Schergat   | 2021年 2月25日  | 2023年 11月23日 | 2025年 4月15日  |
| イタリア海軍 | 汎用 (対潜能力向上) | F 589    | エミリオ・ビアンキ ITS Emilio Bianchi              | 2021年 10月12日 | 2024年 5月25日  | 2025年 7月30日  |
| イタリア海軍 | 対潜                | F 591    | ヴィルジニオ・ファサン ITS Virginio Fasan          | 2009年 5月12日  | 2012年 3月31日  | 2013年 12月19日 |
| イタリア海軍 | 対潜                | F 592    | カルロ・マルゴッティーニ ITS Carlo Margottini      | 2010年 4月21日  | 2013年 6月29日  | 2014年 2月27日  |
| イタリア海軍 | 対潜                | F 593    | カラビニエーレ ITS Carabiniere                     | 2011年 4月6日   | 2014年 3月29日  | 2015年 2月16日  |
| イタリア海軍 | 対潜                | F 594    | アルピーノ ITS Alpino                              | 2012年 2月23日  | 2014年 12月13日 | 2016年 9月30日  |
| イタリア海軍 | FREMM EVO           |          | ベルサリエーレ ITS Bersagliere                     | 2025年 7月8日   |                 | 2029年          |
| イタリア海軍 | FREMM EVO           |          |                                                    | 2030年          |                 |                 |
| エジプト海軍 | 汎用                | FFG-1002 | アッ＝ガララ ENS Al-Galala                         | 2017年 2月      | 2019年 1月26日  | 2020年 12月31日 |
| エジプト海軍 | 汎用                | FFG-1003 | ベレニケ ENS Bernees                               | 2018年 1月      | 2020年 1月25日  | 2021年 4月14日  |